# Fritz Simrock
Friedrich August Simrock, más conocido como Fritz Simrock (Bonn, 2 de enero de 1837-Ouchy, 20 de agosto de 1901) fue un editor de música alemán que heredó una editorial de su abuelo Nikolaus Simrock. Simrock es conocido por publicar la mayor parte de la música de Johannes Brahms y Antonín Dvořák.
Simrock publicó casi todas las piezas de Brahms desde el Opus 16 al Opus 120 y fue muy amigo de Brahms, incluso se iba de vacaciones a Italia con él. Simrock generalmente pagaba bien a Brahms por su música, pero con Dvořák a menudo no estaba dispuesto a publicar piezas orquestales, por ejemplo, su Octava Sinfonía. Simrock estaba tan involucrado en la vida de músicos prominentes que Joseph Joachim llegó a creer que su esposa Amalie lo estaba engañando con Simrock, y Brahms escribió una «larga carta» en apoyo de la inocencia de Amalie, que «fue citada como evidencia en el proceso de divorcio [del matrimonio Joachim]». No se concedió el divorcio.
Siguiendo el consejo de Brahms, Simrock se arriesgó con el joven Antonín Dvořák. Después de publicar solo algunas de las obras de Dvořák, su riesgo valió la pena: Dvořák se convirtió rápidamente en uno de los compositores más populares de Europa. Simrock se convirtió así en el editor principal de la música de Dvořák durante gran parte de la carrera del compositor, pero su relación a veces se volvió tensa por varias razones. Entre ellos se encontraba la obstinada insistencia de Simrock en que Dvořák produjera obras en miniatura más alegres (como sus Danzas eslavas, muy populares y de gran éxito comercial, Op.46) cuando el compositor expresó su deseo de componer obras orquestales más grandes, que Simrock afirmó no se vendían tanto. Además, Simrock a menudo confundía a Dvořák con sus sentimientos descaradamente anti-checos, que eran populares entre los alemanes étnicos en el Imperio Habsburgo en ese momento. Dvořák, por su parte, mantuvo su integridad musical y moral, respondiendo con calma a las cartas con tintes nacionalistas de Simrock y amonestándolo por intentar forzar su proceso musical, declarando en una carta al editor sobre una segunda serie de danzas eslavas: «siempre que no estoy de humor para eso, no puedo hacer nada». Sin embargo, a medida que crecía la popularidad de Dvořák, comenzó a recibir encargos de obras a gran escala de otras editoriales, en particular Novello & Co. en Inglaterra, que parecía cada vez más tentador para el compositor a pesar de su contrato oral de exclusividad a largo plazo con Simrock. A pesar de este contrato, Dvořák comenzó a aceptar los encargos de Novello & Co, por lo que Simrock amenazó con acciones legales, que finalmente no llevó a cabo.